# Mirambek Ainagulov
Mirambek Ainagulov (en kazajo: Мирамбек Айнағұлов; Aktobe, 17 de febrero de 1994) es un deportista kazajo que compite en lucha grecorromana. Ganó dos medallas en el Campeonato Mundial de Lucha, plata en 2017 y bronce en 2019.

## Palmarés internacional
| Campeonato Mundial | Campeonato Mundial     | Campeonato Mundial | Campeonato Mundial |
| Año                | Lugar                  | Medalla            | Categoría          |
| ------------------ | ---------------------- | ------------------ | ------------------ |
| 2017               | París (Francia)        | Medalla de plata   | 59 kg              |
| 2019               | Nursultán (Kazajistán) | Medalla de bronce  | 60 kg              |